# Gasthuis (Oosterland)
Het Gasthuis in het dorp Oosterland in de Nederlandse provincie Zeeland is in 1754 gebouwd uit de nalatenschap van Susanna Maria Loncque. Het pand is sinds 1965 een rijksmonument.

## Ambachtsvrouwe
Susanna Maria Loncque (1699-1752) was ambachtsvrouwe van Oosterland. Zij kreeg in 1743 van de Staten van Zeeland vrijheid van belastingen toegekend zodat ze een gasthuis kon laten bouwen. Twee jaar later liet ze een testament opstellen waarin de bouw van een gasthuis werd vastgelegd, 'ter gedagtenis aan mijn genegentheijd'. Het zou moeten gaan om een gebouw van zes wooneenheden. Later dat jaar voegde ze een extra bepaling toe aan het testament: alleen arme lieden mochten in het gasthuis wonen, en de armenzorg van Oosterland zou het bestuur op zich nemen. Ze stelde een bedrag van 6000 gulden beschikbaar uit haar erfenis.

## Bouw
Op 1 september 1752 overleed Susanna Maria. Timmerman Adriaan van den Ende en metselaar Isack Farnabuck - beiden afkomstig uit Zierikzee - zorgden voor de bouw van het Oosterlandse Gasthuis. Diverse handwerklieden werden ingehuurd voor onder andere het ijzerwerk, het aanbrengen van glas, het schilderwerk en het planten van een doornhaag.
Het gebouw kreeg zes wooneenheden, maar op het dak staan zeven schoorstenen: de middelste is niet functioneel maar is alleen voor de vorm aangebracht. Boven de classicistisch omlijste ingang bevindt zich het gebogen fronton in Lodewijk XIV-stijl, gemaakt door steenhouwer Mattijs van Noyen. De Middelburger Hendrik van Diest leverde de wapens die in het fronton werden geplaatst: het betreft de wapens van Susanna Maria en van haar in 1720 overleden echtgenoot Johan Cau. Dominee Van Cleef schreef drie tekstvoorstellen voor op het fronton, waar een keuze uit werd gemaakt door Jacob van Citters, de neef van Susanna Maria.
Het Gasthuis was in 1754 gereed. De bouw was duurder uitgevallen en kostte uiteindelijk 7600 gulden.

## Gebruik
Voor inwoners van Oosterland was het Gasthuis een teken van armoede. De opmerking 'Je komt nog eens in het Gasthuis terecht' werd nog lange tijd door de Oosterlanders gebruikt. Het Gasthuis stond onder toezicht van de armenzorg die de bewoners van het Gasthuis controleerde. In 1844 werd melding gemaakt van dubbele bewoning: in de voorkamer van elke woning woonde het ene gezin, in de achterkamer het andere.
In 1945 liep het Gasthuis oorlogsschade op. Een restauratie volgde in 1954.
Het Gasthuis is anno 2025 in eigendom bij de diaconie van Oosterland. De zes wooneenheden worden verhuurd aan huishoudens van één of twee personen.